# 叔還
叔還（？—前481年），中国春秋时期鲁国的大夫，他是叔弓的曾孙、定伯阅之孙、西巷敬叔之子。
前499年（鲁定公十一年、郑声公二年）冬，鲁国和郑国和解，叔还到郑国莅盟。前490年（鲁哀公五年）冬，叔还出使齐国，当时安孺子刚刚即位。前489年（鲁哀公六年、吴王夫差七年），叔还在柤地会见吴王夫差。前481年（鲁哀公十四年）四月庚戌，叔还去世。